# ماسيمو دي جورجيو
ماسيمو دي جورجيو (بالإيطالية: Massimo Di Giorgio)‏ هو منافس ألعاب قوى إيطالي، ولد في 22 مارس 1958 في أوديني في إيطاليا.

## وصلات خارجية
- ماسيمو دي جورجيو على موقع الاتحاد الدولي لألعاب القوى (الإنجليزية)